# Каспичан (село)
Ка́спичан (болг. Каспичан) — село в Шуменській області Болгарії. Входить до складу общини Каспичан.

## Населення
За даними перепису населення 2011 року у селі проживали 1356 осіб.
Національний склад населення села:
| Національність   | Кількість осіб | Відсоток |
| ---------------- | -------------- | -------- |
| цигани           | 501            | 40,5%    |
| турки            | 383            | 31,0%    |
| болгари          | 300            | 24,3%    |
| Всього відповіли | 1237           |          |

Розподіл населення за віком у 2011 році:
Динаміка населення: